# Helictotrichon filifolium
Helictotrichon filifolium är en gräsart som först beskrevs av Mariano Lagasca y Segura, och fick sitt nu gällande namn av Johannes Jan Theodoor Henrard. Helictotrichon filifolium ingår i släktet Helictotrichon och familjen gräs. Inga underarter finns listade i Catalogue of Life.